# Цифрова бібліотека Німеччини
Цифрова бібліотека Німеччини (нім. Deutsche Digitale Bibliothek, DDB) — масштабний німецький культурний проєкт, який поєднує електронні ресурси німецьких культурних і наукових установ: бібліотеки, архіви, музеї, медіабібліотеки, університети, інші дослідницькі організації з метою представлення інформації про них онлайн.

## Історія проєкту
Однією з передумов проєкту було прохання Європейської Комісії до держав-членів докласти зусиль, щоб здійснити оцифрування та забезпечити доступ до культурної й наукової інформації країни в рамках проєкту Європейської цифрової бібліотеки (Europeana). Німецька електронна бібліотека консолідує національні інформаційні ресурси для європейської бібліотеки Europeana. 
Проєкт стартував у 2007 році, у 2012 — з'явилась бета-версія порталу. Рішення про утворення такого національного порталу було ухвалено урядом Німеччини у 2009. Сама бібліотека була офіційно представлена 28 листопада 2012 року на презентації в Берліні.
Технічну реалізацію виконувала некомерційна установа Інститут інформаційної інфраструктури Карлсруе.

## Колекція
У проєкті беруть участь понад 2000 культурних та наукових установ, бібліотек, архівів. Головними установами-учасниками проєкту є Німецька національна бібліотека, Баварська державна бібліотека та Берлінська державна бібліотека. Особливість порталу в тому, що він лише зберігає доступ до інформації та метаданих, користувач бачить попередній перегляд матеріалів. Оцифрований матеріал у гарній роздільності залишається на сайті тієї установи, яка його опрацювала. Число об'єктів Німецької електронної бібліотеки постійно зростає. Станом на кінець 2018 року портал містив записи про понад 24 млн об'єктів.

## Виноски
1. ↑  Коновал Л. Функціонування національних цифрових бібліотечних проєктів у контексті формування електронної бібліотеки «Україніка» // Бібліотечний вісник. - 2016. - № 2. - С. 11-16.
2. ↑  (www.dw.com), Deutsche Welle. Німці "оцифровують" культурну спадщину | DW | 01.12.2012. DW.COM (укр.). Процитовано 10 листопада 2018.
3. ↑  У Німеччині з’явиться цифрова бібліотека з відкритим доступом для всіх. Українська правда _Життя. Процитовано 10 листопада 2018.
4. ↑  Deutsche Digitale Bibliothek - Kultur und Wissen online. 9 листопада 2018. Архів оригіналу за 9 листопада 2018. Процитовано 10 листопада 2018.